# 梅根維爾

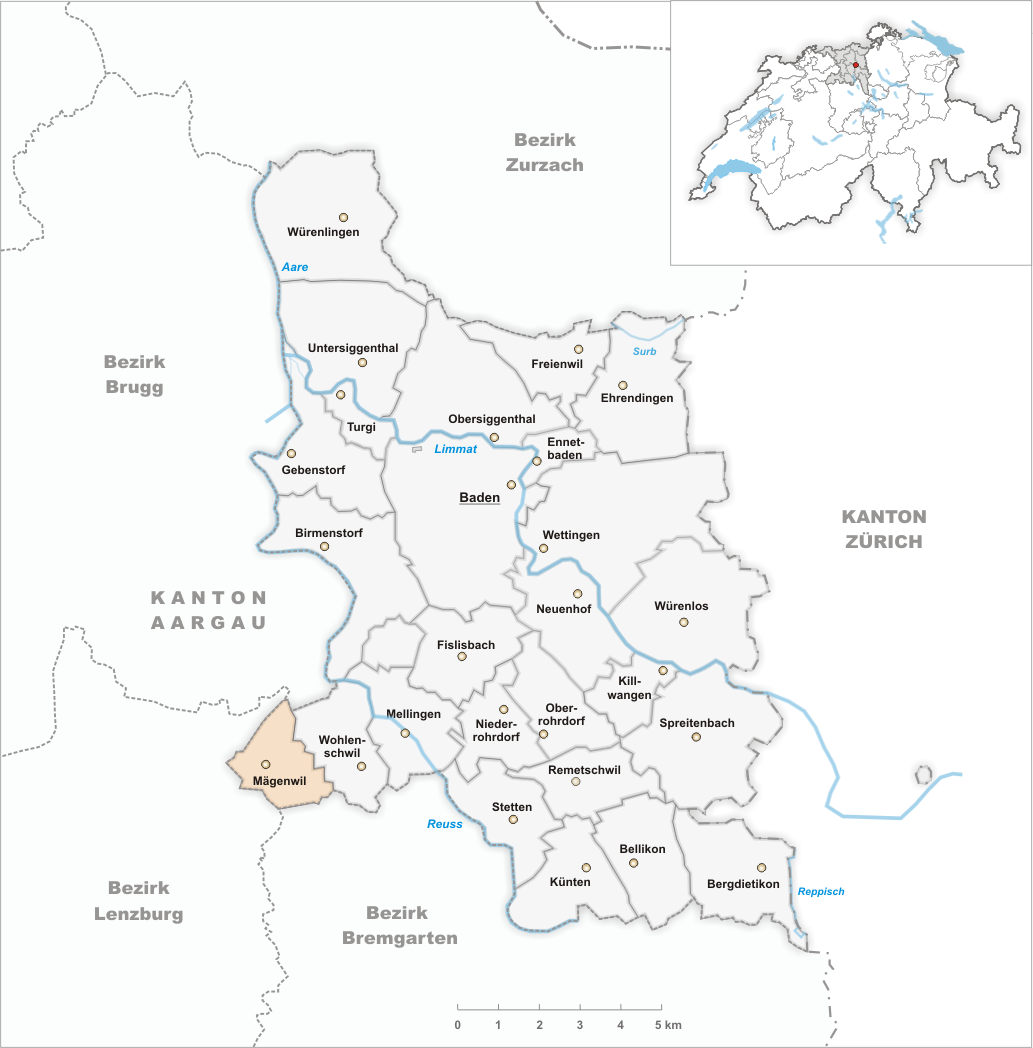

梅根維爾是瑞士的城鎮，位於該國北部，由阿爾高州負責管轄，面積3.48平方公里，海拔高度423米，2012年人口2,026，四成半人口信奉羅馬天主教，人口密度每平方公里582人。